# Consejo de Ministros de Honduras de 1876
El Consejo de Ministros de Honduras de 1876 fue el encargado de gestionar la administración del Estado de Honduras entre el  8 de junio al 12 de agosto de 1876, al no haber un Presidente elegido constitucionalmente.

## Ministros que lo integraban
- Ministro Licenciado Marcelino Mejía Serrano,
- Ministro Licenciado Manuel Colindres Gradiz.[1]

El General Ponciano Leiva Madrid, había capituló en favor de Medina Castejón en fecha 8 de junio de 1876 mediante El Convenio de Cedros; el Licenciado Crescencio Gómez Valladares, recibió previamente la presidencia y luego se la entregó al General José María Medina Castejón, por séptima vez como presidente constitucional de la república de Honduras.